# Joan Didion: The Center Will Not Hold

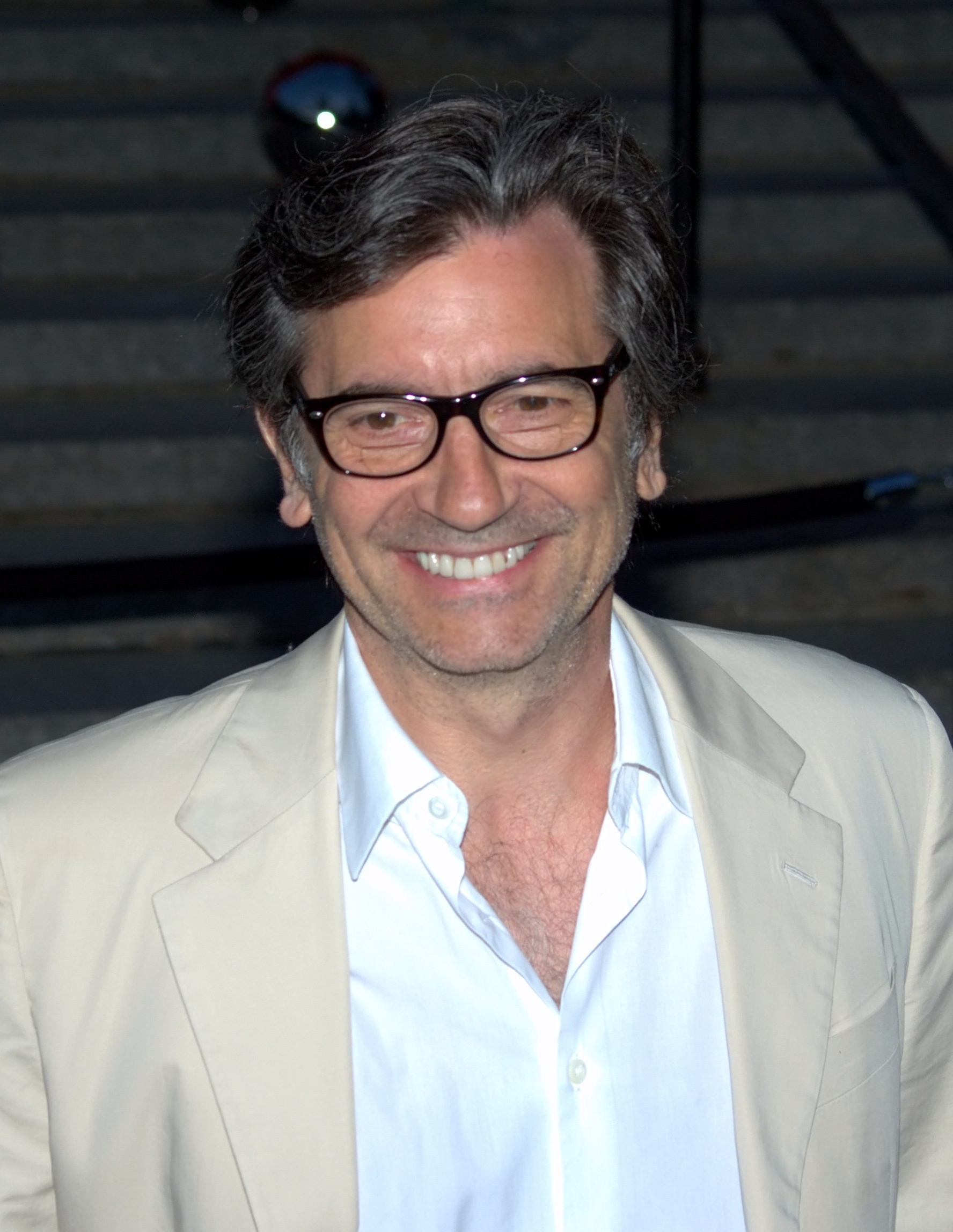
Griffin Dunne, sobrino de Joan Didion y director del documental.

Joan Didion: The Center Will Not Hold (en español Joan Didion: El centro cederá) es un documental sobre la vida y obra de la novelista y periodista estadounidense Joan Didion. La película se estrenó en la plataforma Netflix el 10 de octubre de 2017. El director del documental es Griffin Dunne, sobrino de Joan Didion quien incorpora material de archivo y conversaciones con Didion sobre sus ensayos, novelas y guiones, así como sobre su vida personal.

## Sinopsis
Didion cuenta cómo se fue a San Francisco en busca de trabajo, convencida de que escribir no era un trabajo importante. Comenzó a escribir a los cinco años, cuando su madre le dio un diario para que lo hiciera en lugar de quejarse de sus pensamientos. Nació en California y pasó muchos años en Sacramento. Didion ganó un concurso de escritura de Vogue y comenzó a trabajar allí. Su primera pieza fue sobre el amor propio. Su naturaleza personal era inusual para la revista en ese momento. Su primera novela fue Run, River, que solo vendió 11 copias. Didion recuerda que su padre estuvo muy deprimido durante su infancia, aunque ella no lo reconoció en ese momento.
Didion se casó con John Gregory Dunne, también escritor. Vivieron en Nueva York hasta que Didion cumplió 28 años, cuando se dio cuenta de que ya no era feliz allí. Luego se mudaron a California durante seis meses. Compraron una casa en Portuguese Bend, donde permanecieron un año mientras Dunne investigaba para un libro que estaba escribiendo sobre la huelga de uvas de California. Un día, Dunne recibió una llamada telefónica de que había una niña en el hospital que necesitaba un hogar, se la llevaron a casa y le llamaron Quintana. Se mudaron de la casa de la playa después de adoptar a Quintana. A Didion le gustaba escribir piezas sobre el rock and roll y sobre hippiedom, una tendencia creciente en ese momento. Muchas de sus piezas se publicaron en Nueva York, donde los lectores pudieron vislumbrar el estilo de vida hippie de la costa oeste que no les resulta familiar. En agosto de 1969, la noticia de los asesinatos de Cielo Drive conmovió a la comunidad. Didion entrevistó a la miembro de la familia Manson Linda Kasabian mientras testificaba sobre los asesinatos.
A mediados de la década de 1960, Didion y Dunne tuvieron problemas matrimoniales y escribió sobre estar al borde del divorcio en la novela Play It as It Lays (Según venga el juego), cuya protagonista María se basa libremente en Didion. Se mudaron de regreso a Malibú con vista al océano, y vivir cerca de la playa fue útil para Didion. Escribió A Book of Common Prayer (Una liturgia común) anticipándose a que Quintana creciera y se indendizara. Con la escritura Didion lidiaba con sus miedos.
Después sus escritos abordaron temas políticos  como la violencia en El Salvador y el gobierno de Bush-Cheney. La violación y casi muerte a golpes de una mujer blanca que corría en Central Park conmocionó a la ciudad de Nueva York. El suceso puso de relieve las divisiones raciales y de clase y los viejos agravios políticos dentro de la ciudad.
El trabajo de Dunne llevó al matrimonio de regreso a la ciudad de Nueva York. Una vez, Quintana le dijo a Didion que había sido una madre distante, lo que hizo que Didion se diera cuenta de lo poco que los padres entienden a sus hijos. 
Quintana enfermó y fue ingresada en la UCI. Un día, mientras Didion preparaba la cena, Dunne se desplomó en su silla en casa y murió. Didion envió a Quintana para un viaje corto a Malibú, donde se cayó y sufrió lesiones cerebrales en el aeropuerto. Entró en coma y luchó por recuperarse durante dos años, hasta que murió en agosto de 2005.
Didion describió el dolor de perder a su esposo y a su hija como un trastorno tanto para su mente como para su cuerpo. Ella escribió sobre sus sentimientos de vacío y vacío al perder a Dunne en su libro The Year of Magical Thinking (El año del pensamiento mágico). Didion tenía miedo de seguir adelante y soltarse, por miedo a que sus recuerdos con Dunne y Quintana se volvieran cada vez más remotos a medida que pasaba el tiempo.
El sobrino de Didion, Griffin Dunne, quería escribir una obra de teatro sobre su vida. Ella pesaba alrededor de 75 libras en ese momento, y él la ayudó a recuperar la salud al prepararse para la obra.
Didion escribió Blue Nights sobre Quintana, como una forma de afrontar su muerte y se dio cuenta de que se había concentrado en el lado divertido de Quintana sin ver completamente su lado problemático, se sintió culpable por no haber cuidado adecuadamente a Quintana después de su adopción.
Durante la presidencia de Obama, Didion recibió una Medalla Nacional de las Artes por explorar las profundidades del dolor y el duelo.

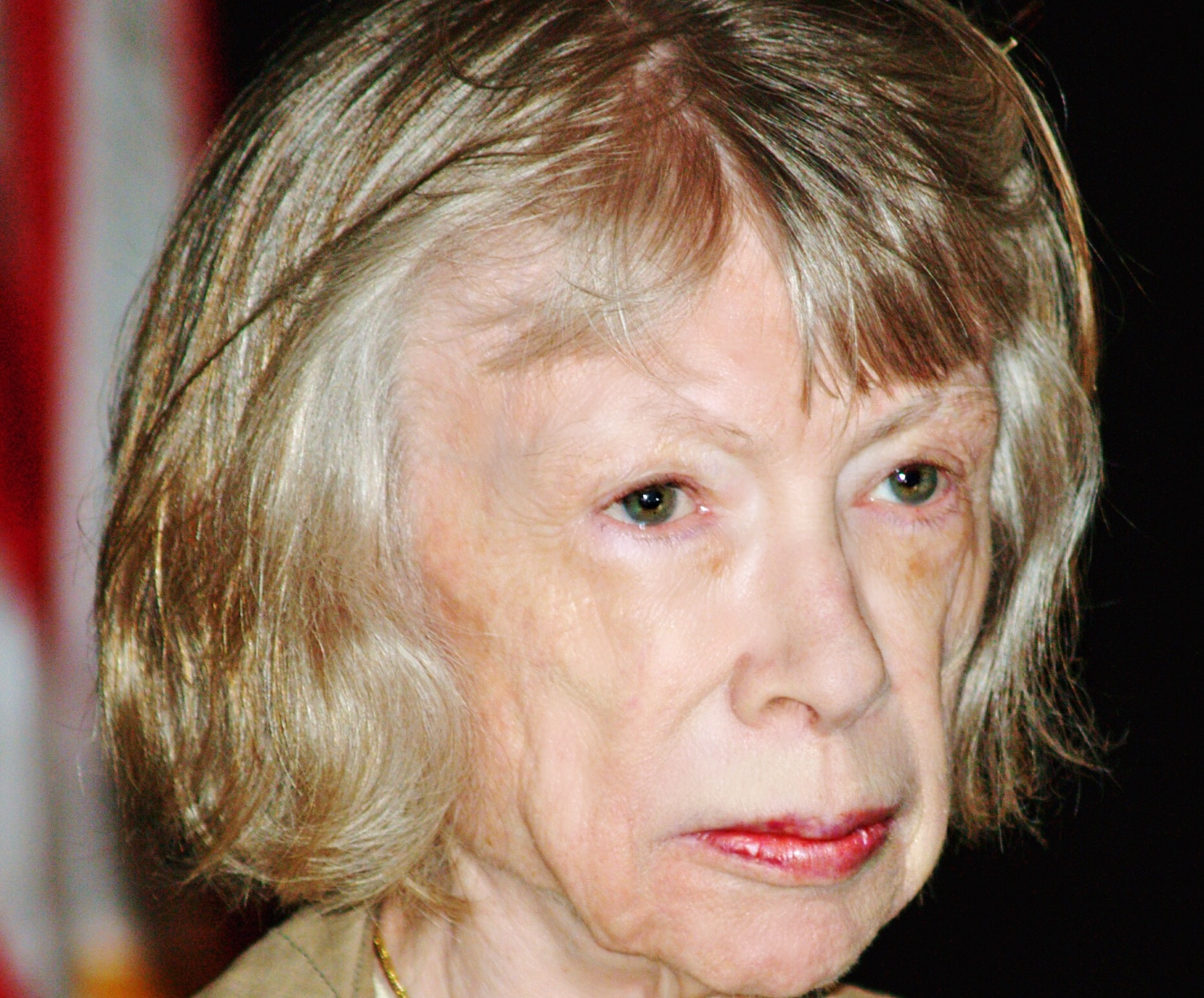
Joan Didion

## Personajes en el documental
- Hilton Als
- Tom Brokaw
- Dick Cheney
- Jim Didion
- Joan Didion
- Griffin Dunne
- John Gregory Dunne
- Quintana Roo Dunne
- Tony Dunne
- Harrison Ford
- David Hare
- Catherine Hearst
- Patricia Hearst
- Linda Kasabian
- Ed Koch
- Vanessa Redgrave
- Bob Silvers
- Calvin Trillin
- Anna Wintour

## Críticas
En Rotten Tomatoes, la película tiene un índice de aprobación del 89% según las reseñas de 35 críticos. El consenso del sitio dice: " Joan Didion: The Center Will Not Hold rinde homenaje a una leyenda literaria estadounidense con una perspectiva ricamente personal que debería emocionar a los devotos mientras ilumina a los recién llegados". En Metacritic tiene una puntuación del 72% según las reseñas de 9 críticos, lo que indica "reseñas generalmente favorables".